# La Coma de Codinac
La Coma de Codinac és una masia a mig camí entre els nuclis de Torelló i l'Esquirol (Osona). Masia relacionada amb el mas el Codinac, que pertany al terme de Sant Martí Sescorts, vinculat religiosament a Manlleu i civilment a la senyoria del Cabrerès. La seva demarcació forma part de la batllia del Cabrerès des del segle xv. Ara bé, la parròquia de Sant Martí Sescorts no es refon definitivament amb el municipi de l'Esquirol fins al 1824, quan el Consell de Castella va denegar l'existència de les "Masies de Santa Maria de Corcó", que havia funcionat entre el 1814 i el 1824 amb la capitalitat a Sant Martí Sescorts.
Masia de planta rectangular (13 x 9 m), coberta a dues vessants i amb el carener perpendicular a la façana situada a migdia. Consta de planta baixa i primer pis i presenta un cos modern de totxana adossat al sector Oest. La façana principal presenta a la planta baixa un portal rectangular amb emmarcaments de totxo i llinda de roure motllurada; dues finestres, una amb emmarcaments de gres i l'altra de totxo, i una altra finestra al sector Oest. Al sector est hi ha un portal d'accés a les corts. Al primer pis, sobre el portal, hi ha un balcó ampitador amb barana de ferro i tres finestres. La façana est presenta un cobert de totxana adossat per la planta, on hi ha un portal i al primer pis un altre. La façana nord presenta un portal i una finestra al cos de totxana i quatre finestres al cos original; al primer pis dues finestres. La façana oest presenta al sector nord un petit porxo i una finestra al primer pis i al cos de totxana dues finestres a la planta.